# 温泉街道 (温县)
温泉街道是中华人民共和国河南省焦作市温县下辖的一个街道办事处。

## 行政区划
温泉街道下辖以下村级行政区划单位：
建设街村、新建街村、永兴街村、工茂街村、福利街村、马道街村、南大街村、育才街村、北新街村、东关街村、张圪当村、前上作村、后上作村、东梁所村、西梁所村、前东南王村、后东南王村、小南张村、刘门庄村、柴门庄村、郑门庄村、觉世头村和西南王村。